# 1910 год в литературе

## Премии

### Международные
- Нобелевская премия по литературе — Пауль Йохан Людвиг фон Хейзе, «За художественность, идеализм как лирический поэт, драматург, романист и автор известных всему миру новелл».

### Франция
- Гонкуровская премия — Луи Перго, «От лиса к Марго».
- Премия Фемина — Маргарита Оду, роман «Мари-Клэр».

## Книги
- «Гертруда» — произведение Германа Гессе.
- «Омут» — произведение Генрика Сенкевича.

### Романы
- «Джентльмен без определённых занятий» — роман П. Г. Вудхауза.
- «История господина Полли» — роман Герберта Уэллса.
- «Когда Спящий проснётся» — роман Герберта Уэллса (вторая редакция).
- «Мари-Клер» — роман Маргариты Оду.
- «Призрак Оперы» — роман Гастона Леру.
- «Тайна Вильгельма Шторица» — роман Жюля Верна.
- «Язвительная усмешка» — роман Кафу Нагаи.
- «Юродивый Эмануэль Квинт» — роман Герхарта Гауптмана[1].
- «Серебряный голубь» — роман Андрея Белого.
- «Серебряный голубь» — роман Андрея Белого опубликована в московском книгоиздательстве «Скорпион».

### Повести
- «Деревня» — повесть Ивана Бунина.
- «Крестовые сёстры» — повесть Алексея Ремизова[2].
- «Городок Окуров» — повесть Максима Горького.

### Малая проза
- «Коловращение» — сборник рассказов О.Генри.
- «Вечный Адам» — рассказ Жюля Верна.

### Пьесы
- «Анфиса» — пьеса Леонида Андреева.
- «Васса Железнова» — пьеса Максима Горького.
- «Действо о Георгии Храбром» — пьеса Алексея Ремизова[2].
- «Gaudeamus» — пьеса Леонида Андреева.

## Родились
- 14 января  — Карлос Кирино, филиппинский историк, писатель, биограф (умер в 1999).
- 31 января  — Фернанду Монтейру Каштру Сороменью, португальский, ангольский и мозамбикский писатель (умер в 1968).
- 12 февраля  — Энрике Андерсон Имберт, аргентинский писатель, литературовед (умер в 2000).
- 4 марта (17 марта) — Уринбой Рахмонов советский узбекский поэт и писатель, театральный деятель (умер в 1980).
- 8 марта — Раду Тудоран, румынский писатель (умер в 1992)
- 8 июня — Джон Кэмпбелл-младший, американский писатель-фантаст и редактор (умер в 1971).
- 26 марта — Сабит Рахман, советский и азербайджанский писатель и сценарист (Аршин мал алан — ТВ-сценарий, Не та, так эта — ТВ-сценарий, Кёр-оглы, Где Ахмед? (умер в 1970).
- 7 июня — Сесар Кальво де Араухо, перуанский писатель (умер в 1970).
- 21 июня — Александр Трифонович Твардовский, советский поэт и общественный деятель (умер в 1971).
- 4 октября — Джахит Сыткы Таранджи, турецкий поэт и писатель, (умер в 1956).
- 7 октября — Эусебиу Камилар, румынский писатель, поэт, переводчик (умер в 1965).
- 24 декабря — Фриц Лейбер, американский писатель-фантаст (умер в 1992).
- Рахмет Сеидов, туркменский советский поэт, прозаик, либреттист, переводчик. Народный писатель Туркменистана (умер в 1955).

## Умерли
- 22 января — Мухаммад Хусейн Азад, индийский поэт, писатель, литературный критик (род. в 1827).
- 8 февраля — Ханс Хенрик Егер, норвежский писатель-анархист (родился в 1854).
- 18 марта — Хулио Эррера-и-Рейссиг, уругвайский поэт, драматург, прозаик, эссеист, основоположник модернизма в национальной поэзии Уругвая (родился в 1875).
- 9 апреля — Виттория Аганур, итальянская поэтесса армянского происхождения (род. в 1855).
- 21 апреля — Марк Твен, американский писатель (родился в 1835).
- 26 апреля — Бьёрнстьерне Мартинус Бьёрнсон, норвежский поэт, лауреат Нобелевской премии по литературе 1903 года (родился в 1832).
- 8 мая — Джероламо Роветта, итальянский писатель и драматург (родился в 1851).
- 18 мая — Элиза Ожешко, польская писательница (родилась в 1841).
- 5 июня — О. Генри (O. Henry, настоящее имя Уильям Сидни Портер), американский писатель (родился в 1862).
- 14 июня — Василий Яковлевич Михайловский, протоиерей РПЦ, богослов, поэт, педагог, настоятель Церкви Вознесения, председатель Петербургского общества трезвости[3].
- 1 августа — Бенно Раухенеггер, немецкий писатель, журналист и драматург (род. 1843).
- 30 сентября — Арнольд Отт, швейцарский поэт, драматург, литературный критик (род. в 1840).
- 8 октября — Мария Конопницкая (Maria Konopnicka), польская писательница (родилась в 1842).
- 20 ноября — Лев Николаевич Толстой, писатель, мыслитель, публицист (родился в 1828).
- 17 декабря — Рафаэль Баррет, парагвайский писатель (родился в 1876).